# Inglês na Commonwealth
A língua inglesa é amplamente falada na maioria dos países da Commonwealth decorrente da colonização inglesa, tendo o status de língua oficial em todos, com exceção de Chipre, Malásia e Moçambique; Estes países mantém o inglês como língua franca. Muitos outros países, como Canadá, Austrália, Nova Zelândia e África do Sul e até mesmo regiões como o Caribe desenvolveram seus próprios dialetos do inglês.